# Fredrik Odenrick
Fredrik Anders Odenrick, född 1 maj 1931 i Stockholm, är en svensk civilekonom.

## Biografi
Odenrick är son till generalmajoren Fernando Odenrick och grevinnan Elisabeth Posse. Han tog studentexamen i Sigtuna 1952 och diplomerades från Handelshögskolan i Göteborg 1958. Odenrick var regionschef för Latinamerikanska AB Astra i Södertälje från 1959.
Odenrick gifte sig 1967 med Aniouta von Essen. Han är far till Carl-Fredrik Odenrick (född 1968). Han var ägare och brukare av Stora Rickeby gård i Odensala socken som nu ägs av sonen Carl-Fredrik.